# NGC 2487
NGC 2487 је спирална галаксија у сазвежђу Близанци која се налази на NGC листи објеката дубоког неба.
Деклинација објекта је + 25° 8' 57" а ректасцензија 7h 58m 20,3s. Привидна величина (магнитуда) објекта NGC 2487 износи 12,4 а фотографска магнитуда 13,2. NGC 2487 је још познат и под ознакама UGC 4126, MCG 4-19-12, CGCG 118-30, KCPG 150B, IRAS 07553+2517, PGC 22343.